# 宮崎弁
宮崎弁（みやざきべん）は、宮崎県で話されている日本語の方言である。宮崎県の方言は大別して2種あり、広く宮崎県で使われている豊日方言に分類されているもの（日向弁、日向方言と呼ぶ）と、県南西部の都城市、えびの市、小林市付近（諸県郡）一帯で使われている薩隅方言に分類されるもの（諸県弁と呼ばれる）がある。都城市周辺はかつて薩摩藩島津氏の統治下にあったことに起因する。本ページでは豊日方言に分類される地域の宮崎弁（日向方言）について述べる。

## 区分
宮崎県内の方言は以下のように区分される。日向はかつて多くの藩に分かれていたことや、平野部と山間部との交通が閉ざされていたことなどから、いくつかの方言圏に分かれている。
- 日向（豊日方言系）
  - 北部（臼杵）
    - 東臼杵 - 東臼杵郡・延岡市・日向市
    - 西臼杵 - 西臼杵郡

  - 中部
    - 児湯 - 児湯郡・西都市
    - 宮崎 - 宮崎市北部

  - 南部（那珂）
    - 元北那珂 - 旧北那珂郡＝現宮崎市南部
    - 南那珂 - 日南市・串間市
- 東諸 - 東諸県郡・宮崎市旧高岡町・小林市旧須木村[2]
- 諸県（薩隅方言系）
  - 北諸 - 北諸県郡・都城市
  - 西諸 - 西諸県郡・小林市・えびの市

西臼杵の五ヶ瀬町三ヶ所・鞍岡、東臼杵の椎葉村は肥筑方言系の特徴が聞かれ、高千穂町押方・五ヶ瀬町桑野内は肥筑系と豊日系の中間的な音声特徴が聞かれる。
東諸県郡は諸県と日向の中間的方言で、薩隅方言の特徴が失われて日向方言化が進んでいる。この地域は「関外四郷」（高岡・穆佐・綾・倉岡）と呼ばれた関所の外の地域であり、他藩との交流が容易であったため、また宮崎市内との交通往来が盛んなためである。その中でも、関外四郷の中心として藩士が多く住んだ高岡町ではわずかに諸県弁の特徴が見られる。また小林市（西諸県）の須木地区もアクセント・音韻が日向的である。
以下では日向方言について解説する。諸県方言については諸県弁または薩隅方言を参照。

## 発音

### 母音・連母音
他の九州方言と同じく、語末の狭母音（i、u）は無声化する。長音は、中部以南では短音化する傾向がある。
宮崎弁では連母音が融合して長音になる。中部以南では短音化の傾向がある。北部の山間部以外では、以下のように融合する。
- [ai]→[eː]または[e]
- [oi]→[iː]または[i]の半長音
- [ui]→[iː]または[i]の半長音

例えば、「赤い」→「あけー」、「白い」→「しりー」、「軽い」→「かりー」となる。[oi]が[eː]ではなく[iː]になるのは豊日方言の特徴と言える。
北部の西臼杵郡や東臼杵郡諸塚村などの高齢層では渡り音のwが挿入され、[ai]が[weː]に、[oi][ui]が[wiː]になる（例）[arweː]（荒い）、[mwe]（眉・繭）。また北部・西部の東臼杵郡椎葉村、西臼杵郡五ヶ瀬町三ヶ所・鞍岡、児湯郡西米良村などでは肥筑方言に似た連母音融合が起き、[ai]→[jaː]、[oi]→[eː]となる。肥筑系と豊日系の中間地帯である高千穂町押方・五ヶ瀬町桑野内などでは、[oi][ui]の変化で中舌母音の[ɯ̈ː]、東臼杵郡旧西郷村・北郷村で[ɯː]が現れる。
連母音eiは、改まった発音や新しい漢語では[ei]だが、通常は[eː]。元来は[iː]に変化していたとされる。

### 子音と音節
語末のニ・ヌ・ノ・モなどがンに変化する傾向がある。語頭でも、「んめー」（うまい）、「んま」（馬）のように撥音が現れる。中部以南では、「こっご」（国語）、「やっば」（役場）のように、濁音の前でも促音が現れる。地域・話者によりしばしば動詞終止形・連体形活用語尾の「る」音が曖昧となる。その際、拍（モーラ）は保持されるが、音節の母音が消失し促音もしくは「う」、鼻母音の「ん」へと変化する。
（例文）「なんが見ゆると?」（何が見えるの?）→「なんが見ゆっ（見ゆぅ）と?」
「なんかが見ゆるわ」（何かが見えるわ）→「なんかが見ゆっ（見ゆぅ）（見ゆん）わ」
その他、格助詞の「の」「に」がしばしば「ん」へ変化する等、上記「る」音以外にも語末や、語間の助詞等に同様の母音の脱落・変化が顕著に見られる。
（例）「ちょっと見てみる」→「ちょっ見っみぅ」（変化後の音「っ」「ぅ」等は正確な分別、表記が困難な場合が多い）
テ・デをチェ・ヂェと発音する傾向がある。また中部を中心にラ行音がダ行音に変化する傾向がある。ガ行子音は[g]であり、鼻濁音は存在しない。
高齢層では、九州各地と同じくセ・ゼをシェ・ジェと発音するほか、南部を中心にジを[ʒi]、ヂを[dʒi]、ズを[zu]、ヅを[dzu]と発音して四つ仮名を区別する。また高齢層でワ行音we、woやkwa、gwaも聞かれる。

### アクセント
宮崎弁は無アクセントのため、全くと言っていいほどアクセントに無頓着であり、「飴」と「雨」、「蜂」と「鉢」、「橋」と「箸」などの読み方に区別がない（どのように読もうが関係ない）。そのため、宮崎県民が他県に行くと意思疎通に困る事がある。実際宮崎県民にはその概念がないので、文脈により内容を判断する。なお延岡市のうち旧北浦町では外輪東京式アクセントを使用する。

### イントネーション
基本的に語尾があがる尻上がりのイントネーションである。
- A「昼どこ食べいく?」
  - 「ひる」の「る」が上がる。「どこ」の「こ」でやや上がる。「食べ」は頭の「た」が高くその後下がる。疑問形の語尾が上がるのは標準語と同じである。
- B「橘通りのうどん屋が安いっちゃけどどんげけ?」
  - 「たちばなどおりの」の「の」が上がる。そして原則通り「うどん屋が」の「が」で上がるが、上記の例同様、「安いっちゃけど」の場合頭の「す」が一番高く下がり調となる。

## 文法

### 動詞
文語の二段活用を保存している。ただし終止形は連体形に合流している。例えば「起くる」（終止・連体形）、「起くれば」（仮定形）。中部・南部では、「起きる」「落ちる」などを、「起けん」「落てん」「起けた」「落てた」のように下二段に活用する。二段活用の命令形語尾は「い」であるが、連母音変化により「起けい」→「おきー」、「受けい」→「うきー」のように下二段活用であってもイ段長音となる。サ行変格活用「する」の命令形も「せい」→「しー」。意志・推量形は未然形＋「う」で表すが、[eu]→[juː]の変化が起き、さらに直音化することもある。そのため共通語の「受けよう」にあたる下二段動詞の「受けう」は「うきゅー」または「うく」、「しよう」にあたるサ変の「せう」は「しゅー」または「す」に変化する。
一段活用動詞は未然形と命令形で五段活用化している場合がある（例）「見る」→「見ら-ん」「見れ」、「起きる」→「起きら-ん」「起きれ」。

### 形容詞
形容詞は共通語と同じくイ語尾を使うが、連母音融合により「たけー」（高い）、「くりー」（黒い）、「さみー」（寒い）のようになる。仮定形語尾は「…けりゃ」と「…かりゃ」の2種があり、「…けら」にもなる。また融合した形をそのまま用いる傾向があり、「たけーなる」（高くなる）、「たけかった」（高かった）のようにも言う。

### 助動詞
「〜ちょる」「〜よる」
「〜ちょる」は動詞の連用形（音便形）に接続し、存続・状態を表す。連用形で撥音便をとる動詞の後では「〜ぢょる」となる。「〜ておる」の変化形と考えられる。
（例文）「今日雨ふっちょるかい運動会中止になったっちゃが」（今日は雨がふっているから運動会中止になったんだよ）
「〜よる」は連用形（音便なし）に接続し、進行中の動作を表現する。状況によっては「ちょる」と「よる」で表す意味に明確な差が生じる場合がある。
（例文）「雨が降っちょる」「雨が降りよる」→両者とも標準語では「雨が降っている」となり、意味の違いを保ったまま標準語に直訳することは不可能。「お金が落ちちょる」「お金が落ちよる」→前者ではお金は既に落ちた後であり地面上にあるが、後者ではまさに現在落下中、もしくは落下寸前の状態を表す。
断定表現
断定表現は「ぢゃ」または「や」を使う。共通語の「の」にあたる「と」の後では「っちゃ」になる。（例）「見たとぢゃが」→「見たっちゃが」（見たんだよ）
推量表現
推量表現には、「ぢゃろー」または「やろー」のほか、古語「らむ」に由来する「どー」も使われる。
（例文）「明日雨やろ?」「明日雨ぢゃろ?」（明日雨だろ?）；「雨やっちゃろ?」（雨なのだろ?）。
否定表現
「〜ない」にあたる否定表現には「〜ん」を使う。過去の否定には「行かざった」のように「ざった」を使うが、現在は「行かんかった」のような「んかった」に変わりつつある。
可能表現
能力可能を表すのに、「飲みきる」のような「〜きる」、「よう飲む」「え飲む」のような「よう〜」「え〜」の形を使う。状況可能には「飲むる」のように可能動詞や、「飲まるる」「飲まれん」のように助動詞「るる」「らるる」が使われる。
（例文）「よう泳がん」（泳げない）※「よう泳げん」「よう泳がれん」は非標準形か。
※次の二例を比較するとよい。「怖ぢぃしてよう泳がん。」「怖ぢぃして泳がれん。」
敬語表現
軽い敬意を表す尊敬の助動詞「やる」「なる」が使われる。動詞の連用形に接続。
（例文）「先生が来やる（来ゃる）」「先生が来なる」（先生がいらっしゃる）
「なる」の命令形「ない」は、地域により「ね」となり、軽い命令を表す。標準語の「な」に相同か、標準語のそれよりは柔らかい語感。
（例文）「早よ着替えね」（早く着替えなよ）「早よしねよ」（早くしなよ）※「しねよ」はしばしば宮崎弁話者外には標準語の「死ねよ」と取り違えられる。なお標準語の「早く死ねよ」は「早よ死にねよ」となる。
他の尊敬語として「やんす」があり、やや敬意が高い。
（例文）「都城の街にきっくいやんせ。」（都城の街に来てください）「きっくいやんせ」は「来てくれやんせ」の変化。
「です」にあたる丁寧の助動詞には、中部に「ぢゃす」、南部に「ぢゃます」「やます」がある。「ございます」にあたるものには「ござんす」またはその変種「ごあんす」「ごあす」「ごぜんす」などがある。
「〜ごとある」「〜ごつある」「〜ごたる」
比況・様態（…のようだ）を表すほか、動詞の意志・推量形に付けて希望（…したい）を表す。
「〜げな」
主に県北地域で使用される語か。名詞・用言の連体形に接続し伝聞を、もしくは疑問形で使用された場合は推測を表す助動詞。中世以降の古語に同形・同義の語が存在するようである。
（例文）「今日は雨がふっちょるかい運動会は中止になったげな」（今日は雨が降っているから運動会は中止になったんだって）（伝聞）「今日は雨がふっちょるかい運動会は中止になったげな？」（今日は雨が降っているから運動会は中止になったのかな?）（推測）
こういった推測や伝聞を連発する文言の戒めとして、「げなげな言葉は嘘やげな」という言葉もある。

### 助詞
格助詞については、熊本県と接する地区を除き、主格の「が」、対格の「を」は共通語と変わらない。動作の目的を表すのに、「見け行く」（見に行く）のように「け」を用いる。方向に「さめ・しね・さね」、帰着点に「まぢ」を使う。
「は」「に」「を」などの助詞は、前の名詞の語末音に応じて融合することが多い。「に」は「い」に転じ、さらに前の名詞と融合することがある。例えば、「町は」→「まちゃ」、「これは」→「こら」、「山に」→「やめ」、「椅子に」→「いし」、「柿を」→「かきゅ」など。
副助詞には、「でも」にあたる「ばし」、「さえ」にあたる「せか」「さい」「せ」「さよ」がある。北部には「ばかり」にあたる「じょー」がある。
「から」にあたる原因・理由を表す接続助詞には、北部で「きー」「けー」、中部以南で「かり」「かい」を用いる。逆接の接続助詞には「けんどん」「けんど」などが使われる。
（例文）「明日出かけるかいはよ起こして」「明日出かけるきはよ起こして」（明日出かけるから早く起こして）
「〜と？」
疑問を表す終助詞。標準語の「〜の?」に対応する。県全域で使われる。
（例文）「明日授業あると?」（明日授業あるの?）
「〜け」
疑問の終助詞。標準語の「〜か」に相当するが、より柔らかいニュアンスであり、他者への問いかけとしてのみ使用される。主に県北で使用される。
「〜が」
終助詞。標準語の「〜よ」に相当。用言の終止形に接続する。標準語の接続助詞ではないので逆接の意味は持たない。宮崎弁では逆接を表現する場合は「〜けん」「〜けんどん」を用いる。
「〜じ」
「〜が」と同様な目的で使用される。「〜が」が語尾下げで用いられるのに対し、「〜じ」は語尾上げで使用される。主に県央で使用される。
（例文）「明日晴れやじ」（明日晴れだよ）;「まだ走っちょったじ」（まだ走っていたよ）
「〜よ」「〜ね」「〜わ」
その他よく使用される終助詞。標準語のそれとほぼ同義。ただし標準語ではこれらの語は主に女性語であるのに対し、宮崎弁では性別を問わず使用される。
北部では終助詞に関しては肥筑方言色が強く、主に山間部で「ばい」「ば」「たい」「ない」「わん」「ばん」を使う。

## 語彙
「〜こっせん?」
相手に同意を求める時に使われる。正確には同意というような強い意味合いではなく、軽い相槌程度の同意を求める時に使われる。若者を中心に頻繁に使われる。東京弁の若者言葉の「〜くない?」と相同と思われる。新種の言葉で年配の人に言っても通じない。地域・話者によっては「〜ごつねえ?」や「〜ごっせん?」を使用する。
（例文）「それ、よだきこっせん?」（それだるいよね?）
「てげ」
「とても」の意。もともと宮崎弁では、「とても寒いですね」→「寒ぃも寒ぃなぁ」のように、言葉を重ねることで強調を表していたが、いつからか「てげ〜」という用法が広まった。面白いことに、韓国語にも「되게（テゲ）」という、読みも意味も同じ言葉がある（「되게되게」はない）。両者とも漢語の「大概」に由来している。その他に「大概」を「とても」の意味で用いる方言として、読み方は違うものの熊本弁の「たいぎゃ」、津軽弁の「たげ」がある。
（例文）「てげふてかったっちゃが」（ものすごく大きかったんだよ）
「てげてげ」
「そこそこ、適当に」という意味。主に県央・県南で使われる。「てげてげ」は、鹿児島県でも同様の意味として使われることがあり、さらに沖縄諸島などには「テーゲー」という、同じ意味の似た言葉がある。このことから、「てげ」、および「てげてげ」は、南の方から伝わってきた言葉・用法ではないかと推察される。
（例文）「てげてげでいっちゃが」（適当でいいんだよ）
「よだきい」
「面倒くさいという意味合いでだるい」という意味。病気など身体に起因する「だるさ」ではない。古語の「よだけし」の変形か。「よだきい」は宮崎県の県民気質を表す言葉としてよく使われる最も有名な宮崎弁の一つ。熊本県の阿蘇地方や、大分県、福岡県の豊前および築上地域でも使用される。九州人は「九州男児」のイメージで威勢がよく一本気という印象をもたれがちだが、宮崎県の男性は軟弱な「いもがらぼくと」などと言われ、それとはほど遠い県民性だといわれている。沖縄の「ウチナータイム」に相当する、「日向時間」という言葉があるほど、のんびりしたところがある。「のさん」「よだきぃ」「ひんだりぃ」は県民性を表す言葉としてしばしば引用される。
「のさん」
「辛い」という意味。また嫌いという意味でも使用される。
「ひん〜」「ひっ〜」
「とても」の意の接頭詞。
（例文）「ひんだりぃ」（とてもだるい）;「ひったまがった」(とてもびっくりした。たまがる=びっくりする)
「ほんじゃまこち」「ほんじゃまこちぃ」「んだまこち」
「本当に」という意味。
（例文）「ほんじゃまこち、てげ重かったっちゃが。」（ほんとに、とても重かったんだよ）
「んど」
感嘆詞。前項からの派生。
「いー」「いりっ」など
感嘆詞。水や泥などが体にかかったときに反射的に発する言葉。
「〜じゃひか?」
「〜ですか?」と言う意味である。主に県西地方（えびの市など）で使用されている。
「どんげか〜」
「どうにか〜」と言う意味である。宮崎市等県央周辺で使われる。東国原英夫が多用した諸県弁の「どげんか～」と同意である。
一般に指示語「こんな・そんな・あんな・どんな」はそれぞれ「こんげ・そんげ・あんげ・どんげ」または諸県弁の「こげん・そげん・あげん・どげん」となる。
「しんきねー」
「いらいらする」と言う意味である。
「おじい」
「怖い」「恐ろしい」と言う意味である。「怖気(おじけ)づく」と同じ語源である。
「はげらしい」
「忌々しい」「悔しい」という意味である。

## 宮崎弁に関連した人物・作品など
宮崎弁を話す著名人
- 青島あきな
- 浅香唯
- 池田親興
- 今井美樹
- イワクラ（蛙亭）
- 東国原英夫
- 黒木姉妹
- 0930
- 黒木知宏
- 鬼束ちひろ
- 寺原隼人
- 井手正太郎
- 酒井瞳（アイドリング!!!14号）
- 米良美一
- 川口真央
- GILLE

映像作品
- 47都道府犬 -  声優バラエティー SAY!YOU!SAY!ME!内で放映された短編アニメ。郷土の名産をモチーフにした犬たちが登場する。宮崎県は、ピーマンがモチーフの宮崎犬として登場し、「どげんかせんといかんっ!!」などと話す。声優は、宮崎県出身の咲野俊介が担当している。

- ひまわりと子犬の7日間 - 宮崎市で実際に起こった犬にまつわる実話を元に制作された2013年公開の映画。宮崎県出身の堺雅人が主演し、随所に宮崎弁のセリフがある[23]。